# Otto-von-Bismarck-Stiftung

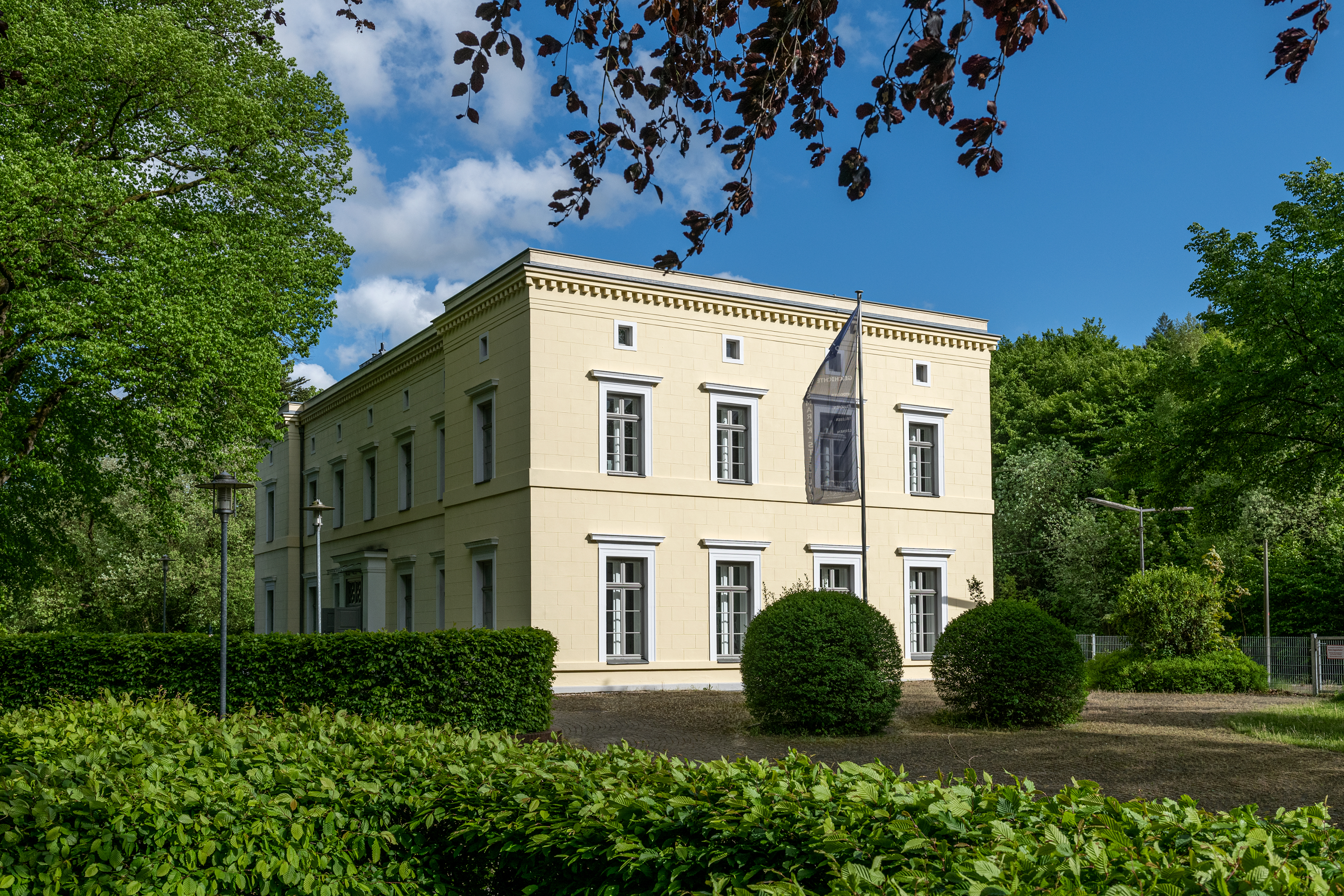
Sitz der Otto-von-Bismarck-Stiftung im Historischen Bahnhof Friedrichsruh

Die Otto-von-Bismarck-Stiftung (OvBSt) ist eine 1997 durch Beschluss des Deutschen Bundestages errichtete bundesunmittelbare Stiftung mit dem Sitz in Friedrichsruh bei Aumühle im lauenburgischen Sachsenwald. Sie gehört zu den sieben Politikergedenkstiftungen des Bundes.

## Zweck und Beschreibung
Zweck der Stiftung ist die historisch-kritische Würdigung des Staatsmannes Otto von Bismarck und die Wahrung seines Andenkens.
Zu den wesentlichen Aufgaben der Stiftung gehört es, das Nachwirken der Politik Otto von Bismarcks bis in die Gegenwart deutlich zu machen, die Kenntnis von der wechselvollen Geschichte der Deutschen vom Kaiserreich bis zur jüngsten Gegenwart zu vermitteln, das Geschichtsbewusstsein der Menschen zu vertiefen und damit zum Verständnis der Entwicklung Deutschlands beizutragen. Um diese Aufgaben erfüllen zu können, sammelt und verwahrt die Stiftung den Nachlass Otto von Bismarcks und seiner Familie und wertet diesen für die Interessen der Allgemeinheit in Kultur und Wissenschaft, Bildung und Politik aus. Zu den wissenschaftlichen Aktivitäten der Stiftung gehört unter anderem die Herausgabe einer wissenschaftlichen Buchreihe, der Friedrichsruher Beiträge sowie mit der Neuen Friedrichsruher Ausgabe (NFA) eine neue Quellenedition der Bismarck’schen Werke.
Zu den Stiftungsorganen gehören ein Vorstand (Stand September 2021: Norbert Brackmann (Vors.), Sabine Sütterlin-Waack, Ulf Morgenstern), ein Kuratorium unter Vorsitz von Johannes Kahrs und Herlind Gundelach (Stellvertreterin) und ein wissenschaftlicher Beirat unter Vorsitz von Joachim Scholtyseck und Holger Afflerbach (Stellvertreter). Vorsitzender des Fördervereins der Stiftung war 1997 bis 2012 Michael v. Schmude und dann Norbert Brackmann, seit September 2022 ist es Pauline Puppel.
Bisherige Geschäftsführer der Stiftung waren Michael Epkenhans (1997 – 2006) und Ulrich Lappenküper (2006 – 31. Juli 2024). Seit dem 1. August 2024 hat Ulf Morgenstern diese Position inne.
Seit dem Jahr 2000 ist die Stiftung mit Bibliothek, Archiv und einer Dauerausstellung zur deutschen Geschichte des 19. Jahrhunderts im ehemaligen Empfangsgebäude des Bahnhofs Friedrichsruh auch für das Publikum zugänglich.
Die Otto-von-Bismarck-Stiftung hat im August 2021 eine Bismarck-Biografie online veröffentlicht.

## Die Bismarck-Museen der Stiftung

### Bismarck-Museum Friedrichsruh

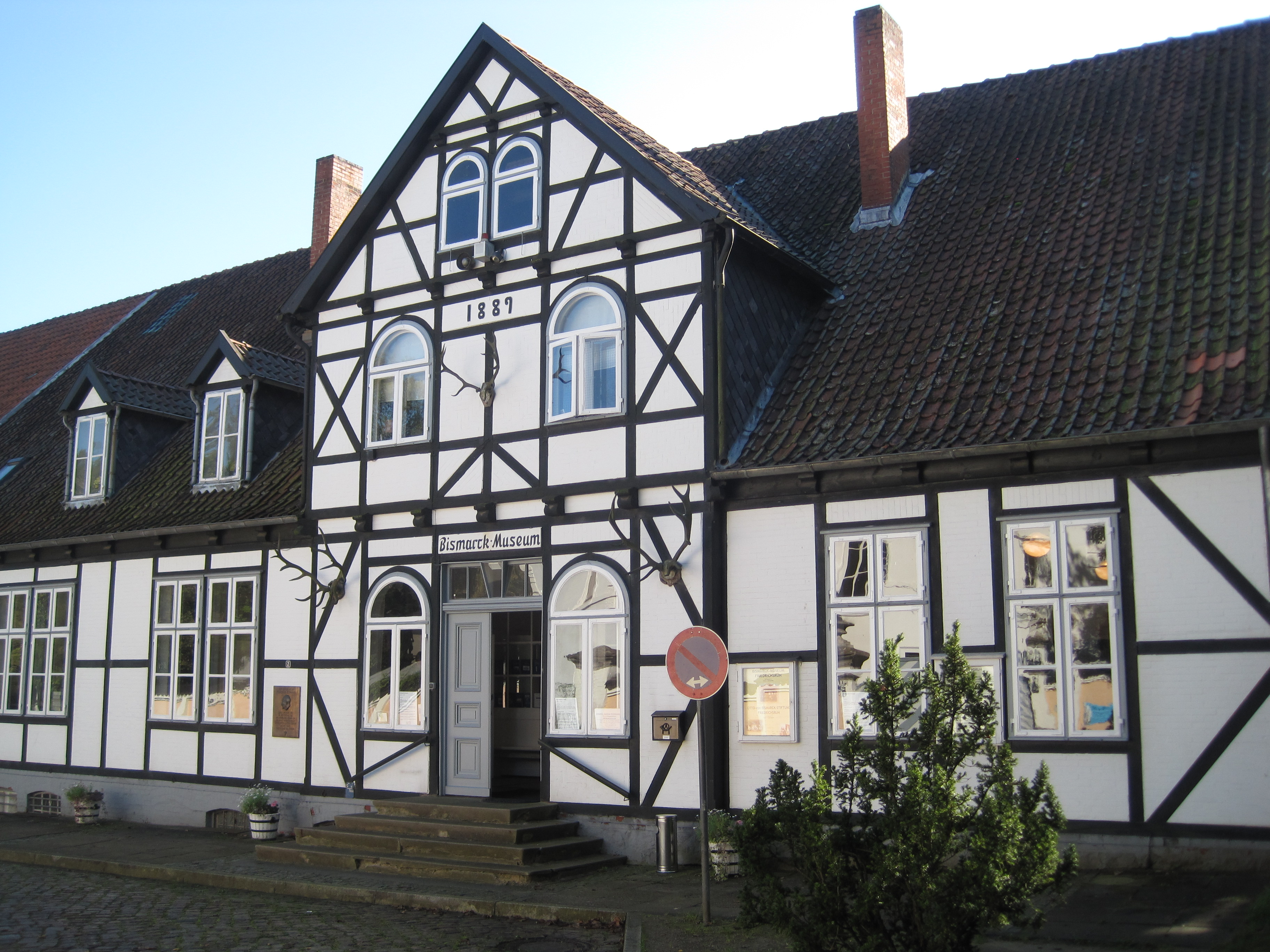
Bismarck-Museum Friedrichsruh

Das nur wenige hundert Meter vom Historischen Bahnhof Friedrichsruh entfernte Bismarck-Museum Friedrichsruh wurde ursprünglich von der Familie von Bismarck eingerichtet und seit 2009 von der Stiftung als Dauerleihgabe betreut. Im November 2021 erfolgte mit Mitteln des Bundes der Ankauf. In diesem Museum werden historische Erinnerungsstücke und persönliche Gebrauchsgegenstände Otto von Bismarcks, Darstellungen bedeutsamer Ereignisse und Personen sowie wichtige Dokumente gezeigt. Berühmtestes Exponat ist das Gemälde „Die Proklamierung des deutschen Kaiserreiches (18. Januar 1871)“ des Malers Anton von Werner aus dem Jahr 1885. Die zehn Ausstellungsräume und das mit originalem Mobiliar nachgestellte Arbeitszimmer vermitteln insgesamt einen Eindruck von der historischen Bedeutung des ersten Reichskanzlers.
Die Otto-von-Bismarck-Stiftung plant eine umfassende Sanierung des Gebäudes und die Einrichtung einer neuen Dauerausstellung.

### Bismarck-Museum Schönhausen/Elbe

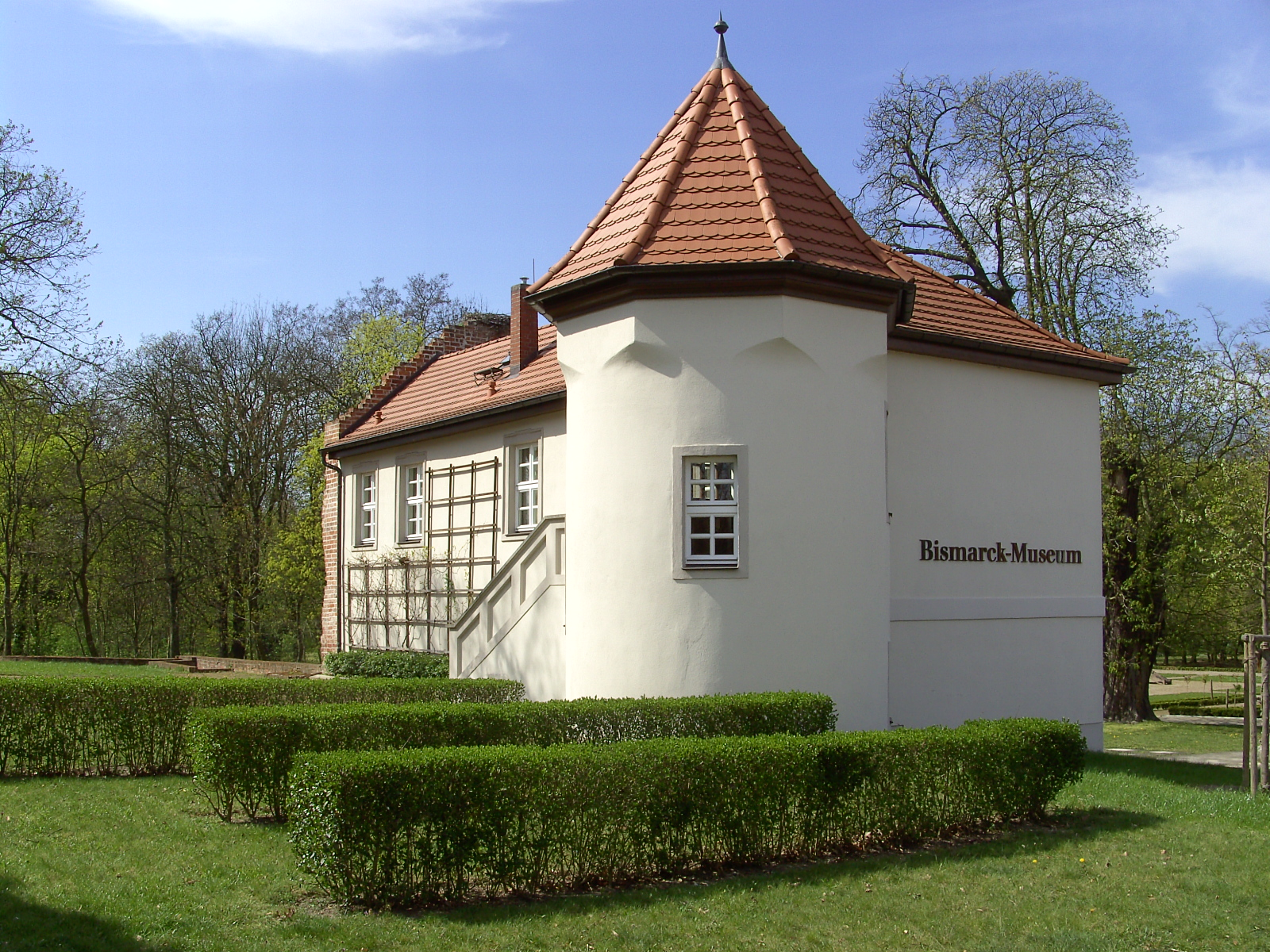
Bismarck-Museum Schönhausen

Seit 2007 ist die Otto-von-Bismarck-Stiftung mit einem Standort in Schönhausen/Elbe, dem Geburtsort Otto von Bismarcks, vertreten. Die Grundlage hierfür bildet ein am 4. Juli 2007 unterzeichneter Kooperationsvertrag zwischen dem Bund, dem Land Sachsen-Anhalt, dem Landkreis Stendal und der Gemeinde Schönhausen. Er überträgt der Otto-von-Bismarck-Stiftung die museale und wissenschaftliche Betreuung des 1998 mit Fördermitteln des Landes Sachsen-Anhalt eingerichteten Bismarck-Museums Schönhausen. Ziel der Kooperation ist es, in Schönhausen ein facettenreiches historisch-politisches Bildungsprogramm zu Otto von Bismarck und seiner Zeit zu realisieren. Dazu gehören Seminare für Studierende in- und ausländischer Universitäten sowie Vorträge und Ausstellungen für ein interessiertes Publikum aus der Region. Wie in Friedrichsruh richtet sich in Schönhausen ein besonderes Augenmerk auf Angebote für Schülerinnen und Schüler.

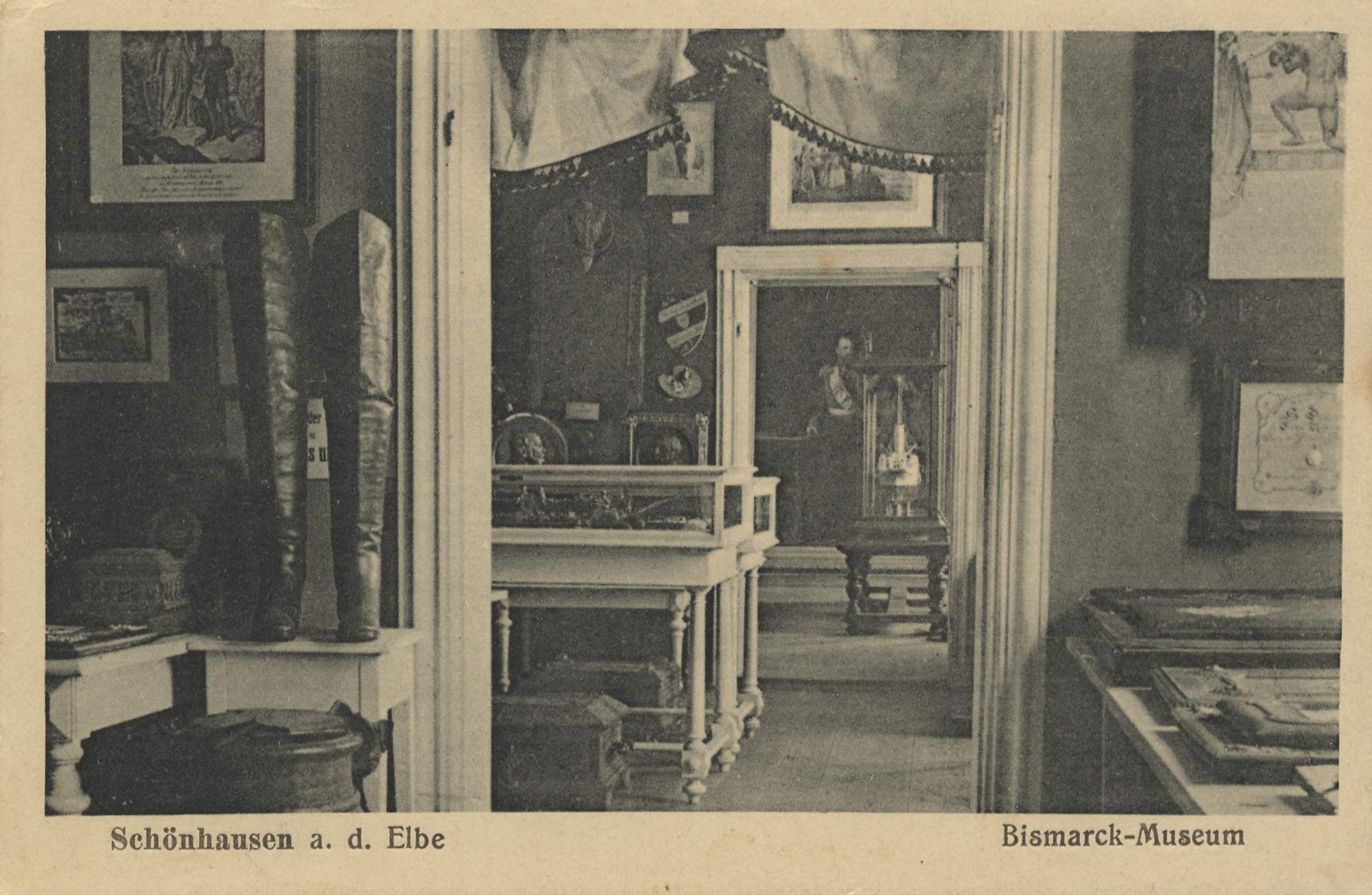
Ausstellungsräume des Bismarck-Museums von 1891 bis 1948

Das Ensemble historischer Stätten in Schönhausen bietet eine der Voraussetzungen für die Bildungsarbeit am außerschulischen Lernort entsprechend den Vorgaben des Stiftungsauftrags: Die erhaltenen und aufwendig restaurierten Teile des Geburtshauses Otto von Bismarcks, die romanische Kirche, in der er getauft wurde, sowie ein weiteres erhaltenes Gutshaus („Schloss II“) aus dem Besitz der Familie von Bismarck, lassen als sichtbare Zeugnisse der Vergangenheit Geschichte anschaulich werden. Ein zweites Vermittlungsmedium bilden die im Museum präsentierten Objekte. Was in der Ausstellung zu sehen ist, stammt zu einem Großteil aus den Beständen jenes Museums, welches bereits 1891 im Schönhauser „Schloss II“ eingerichtet wurde und dort bis 1948 besichtigt werden konnte. Seit 2000 zeigt das Museum außerdem die größte Sammlung von auf den ersten deutschen Reichskanzler geprägten Medaillen im öffentlichen Besitz. Auch sie wurde durch das Land Sachsen-Anhalt erworben und steht dem Museum als Leihgabe zur Verfügung. Beide Sammlungen vermitteln einen Eindruck von dem zeitgenössischen Kult um den als „Reichsgründer“ verehrten Staatsmann und eignen sich als Anknüpfungspunkte, um Fragen an die deutsche und europäische Geschichte zu stellen. Leiterin des Standortes ist Andrea Hopp.

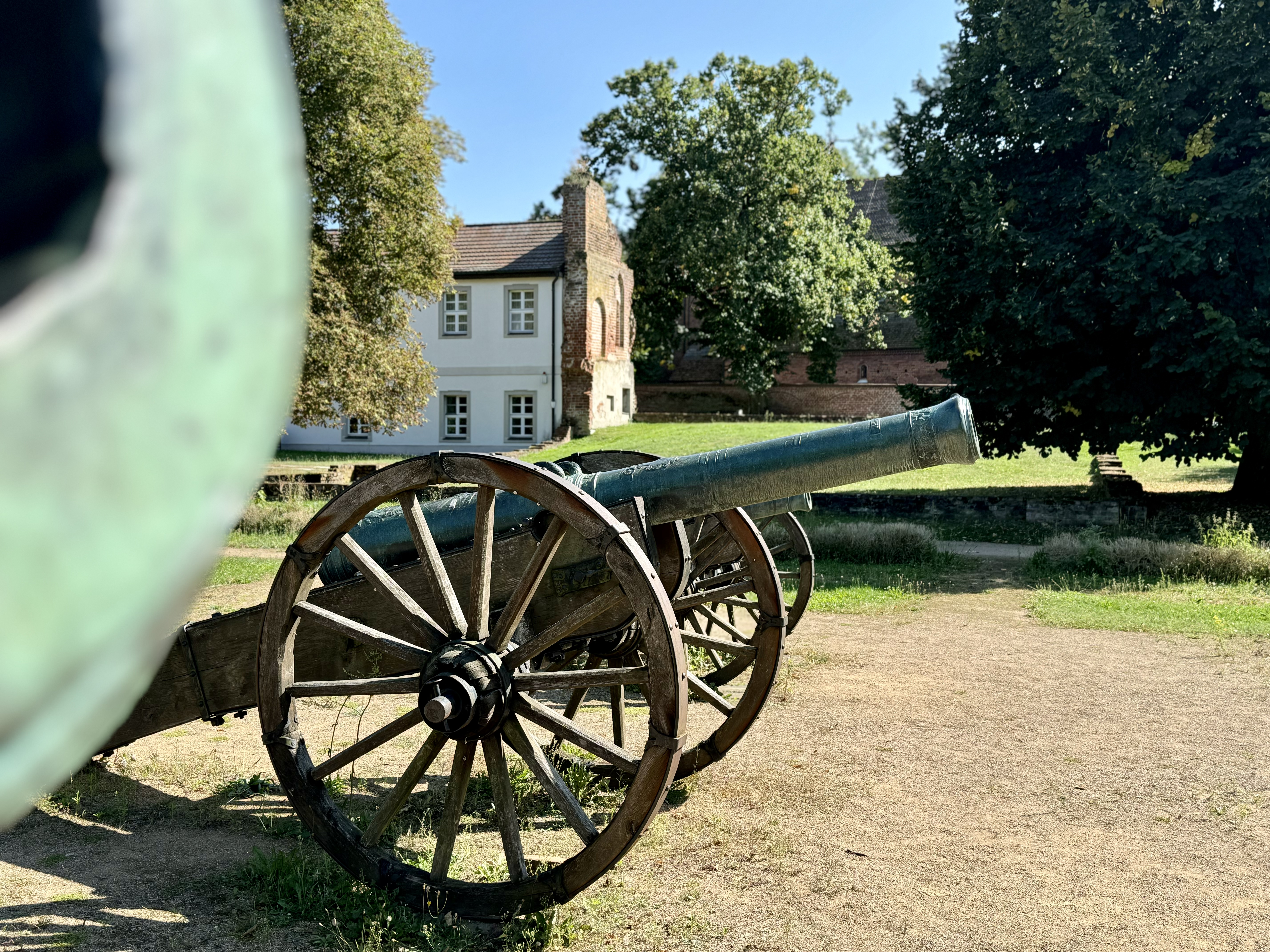
Kanonen aus dem deutsch-französischen Krieg (1870/71) auf dem Vorplatz des Bismarck-Museums im altmärkischen Schönhausen. Vier davon stehen wenige Meter vom Objekt entfernt neben großen Kastanien und Eichen.

Mit Wirkung vom 10. November 2016 wurde die museale und wissenschaftliche Betreuung des Museums in das Stiftungsgesetz eingefügt.